# Pappa Pia
A Pappa Pia magyar romantikus, zenés vígjáték, amelyet 2017. augusztus 15-én mutattak be Magyarországon. A Csupó Gábor rendezésében, Szabó Kimmel Tamás, Ostorházi Bernadett és Nagy Feró főszereplésével létrejött film egy csónakház megmentéséről szól, amely több régi és új emberi kapcsolatot hoz össze. A filmet 205 ezren látták.

## Cselekmény
Papi (Nagy Feró) haza hívja unokáját, Tomit (Szabó Kimmel Tamás), hogy segítsen a csónakház megmentésében. 

## Szereplők
- Szabó Kimmel Tamás – Tomi
- Ostorházi Bernadett – Mara
- Nagy Feró – Papi, Tomi nagypapája
- Stohl András – Wizy Oszkár, Mara főnöke
- Reviczky Gábor – csavargó
- Kováts Vera – Zita, Mara húga
- Mózes András – Tibó, Tomi legjobb haverja
- Miller Dávid – Peti, Tomi öccse, Zita szerelme
- Zsurzs Kati – Pancsi néni, büfés
- Károlyi Krisztián – Mano
- Novkov Máté – Ádám
- Kocsis Dénes – Robi
- Tolnai Klára – Kitty
- Bánovits Vivianne – Szandra
- Rátóti Zoltán – Papp, Tomi apja
- Molnár Piroska – igazgatónő (Aranyalbum Otthon)
- Dobó Kata – Terike, titkárnő
- Zrínyi Gál Vince – ápoló
- Korda György – önmaga
- Balázs Klári – önmaga
- Martin Márta – rocker hölgy
- Erdélyi Mari – rocker hölgy
- Magyar Attila – 50-es férfi
- Strubnya Béla – 50-es férfi
- Sáfár-Kovács Zsolt – 50-es férfi
- Szabó Simon – testőr
- Gerner Csaba – testőr
- Urmai Gábor – testőr
- Gömöri Gergő – testőr
- Bajor Lili – Bea
- Tolnai Hella – Móni
- Szatmári Attila – kikiáltó
- Pavletits Béla – rendőr
- Vida Péter – férfi a reklámforgatáson
- Haagen Imre – rendőr
- Bakonyi Alexa – lány
- Katkó Ferenc – szállító
- Helyes Georgina – recepciós
- Törköly Levente – kidobó
- Kajtár Róbert – öreg
- Somhegyi György – öreg
- Intin Torna Illegál – zenekar

## Dalok

A filmzenei album borítója

A film zenéit összefoglaló, Warner Music Group által kiadott CD-n a következő zeneszámok találhatók:
| Dal                       | Színész                                         | Eredeti előadó    |
| ------------------------- | ----------------------------------------------- | ----------------- |
| Duna parti csónakházban   | Korda György, Intim Torna Illegál, Balázs Klári | Állami Áruház     |
| Hadd főzzek ma magamnak   | Nagy Feró                                       | Bergendy-együttes |
| Fűrész dal                | Közös                                           | Generál           |
| Táncolj még!              | Kováts Vera                                     | Szűcs Judith      |
| Nem leszek a játékszered  | Ostorházi Bernadett                             | Kovács Kati       |
| Induljon a banzáj         | Kelemen Kabátban                                | Bonanza Banzai    |
| 220 felett                | Közös                                           | Neoton Família    |
| Zene nélkül mit érek én?  | Szabó Kimmel Tamás                              | Máté Péter        |
| Homok a szélben           | Szabó Kimmel Tamás                              | Korál             |
| Miu – mi újság?           | Ostorházi Bernadett, Kováts Vera                | Postássy Juli     |
| Most kéne abbahagyni      | Szabó Kimmel Tamás, Ostorházi Bernadett         | Kovács Kati       |
| Menj tovább!              | Nagy Feró                                       | P. Mobil          |
| Darabokra törted a szívem | Szabó Kimmel Tamás, Ostorházi Bernadett         | Bergendy-együttes |
| Mert a nézését            | Reviczky Gábor                                  | Kis Grófo         |
| Pappa Pia dal             | Király Viktor, Radics Gigi                      | új dal            |
| Mindennap nyár            | Közös                                           | új dal            |
| Csajozós Medley           | Közös                                           | Számos előadó     |

## Fogadtatás

### Bemutató és nézettségi adatok
A film a bemutató napján (2017. augusztus 15.) erősen, közel 10 892 nézővel indított, ez a Kincseméhez mérhető, amely 2017 augusztusáig a legutóbbi évek legsikeresebb magyar filmjének bizonyult. Ezt követően a filmet két nap alatt összesen 19 439 ember látta, amivel már a Kincsemet megelőzte. A filmet 78 moziban kezdték játszani, ami kiugrónak mondható egy magyar film esetében. Az első hét végére a nézők száma 70 658 volt. Az ötödik hét végére 190 171 néző tekintette meg a filmet, ezzel a Pappa Pia a Vajna-korszak harmadik legnézettebb filmjévé vált. A hetedik hét végén lépte át a film nézettsége a 200 000 főt.
A televíziós premier 2018. szeptember 30-án volt a TV2-n.

### Kritikai visszhang
A film a kritikusok döntő többségénél hangsúlyosan leszerepelt, leginkább a film dramaturgiai és színészi hiányosságait emelték ki, de voltak, akik a film készítőinek politikai hátterű érintettségére is tettek célzásokat, miután a filmügyi kormánybiztos Andy Vajna élettársa is szerepelt a filmben, aki a film szereplőválogatásában is részt vett.

## Érdekességek
A filmben feltűnik Andy Vajna parókában, fejhallgatóval és napszemüvegben a film elején, az öregek otthonában egy kerekesszék mögött, amint Nagy Feró belép az ajtón a terembe. Később egy sakkozót alakít. Az énekes házaspár Korda György és Balázs Klári, valamint a P. Mágnes együttes tagjai is felbukkannak a filmben.
A cselekmény helyszínéül használt "csónakház" a Pesterzsébeti kis-Duna-parton állt. A filmben a Gubacsi híd is számtalanszor megjelenik.
Az árverezés helyszíne a fóti Károlyi István Gyermekköztpontban található Kastély Étterem volt.

## Nézettség
A nézettségi adatok szerint 211 582 jegyet adtak el rá. Egy alternatív forrás szerint a nézőszám 227 228 volt.